# Esenbeckia jalisco
Esenbeckia jalisco är en tvåvingeart som beskrevs av Burger 1999. Esenbeckia jalisco ingår i släktet Esenbeckia och familjen bromsar. Inga underarter finns listade i Catalogue of Life.